# Elena Țau
Elena Țau (2 de julho de 1946 - 5 de março de 2021) foi uma crítica literária e historiadora da Moldávia. Ela escreveu mais de 80 artigos, analisando as obras de vários escritores contemporâneos. Importante foi também a sua análise literária das obras de escritores em programas escolares e universitários. Ela também foi a autora de vários livros.
Țau morreu em 5 de março de 2021, com 74 anos.